# Traktor Chelyabinsk
Traktor Ice Hockey Club conhecido como Traktor Chelyabinsk é um clube de hóquei no gelo profissional russo sediado em Chelyabinsk. Eles são membros da Liga Continental de Hockey.

## História
Fundando originariamente em 1947, por trabalhadores da Chelyabinsk Tractor Plant. Em 1948 foi quando ingressaram na Liga Soviética.
São membros da Liga Continental de Hockey desde a primeira temporada.